# Moschea di Mariyam Zamani Begum

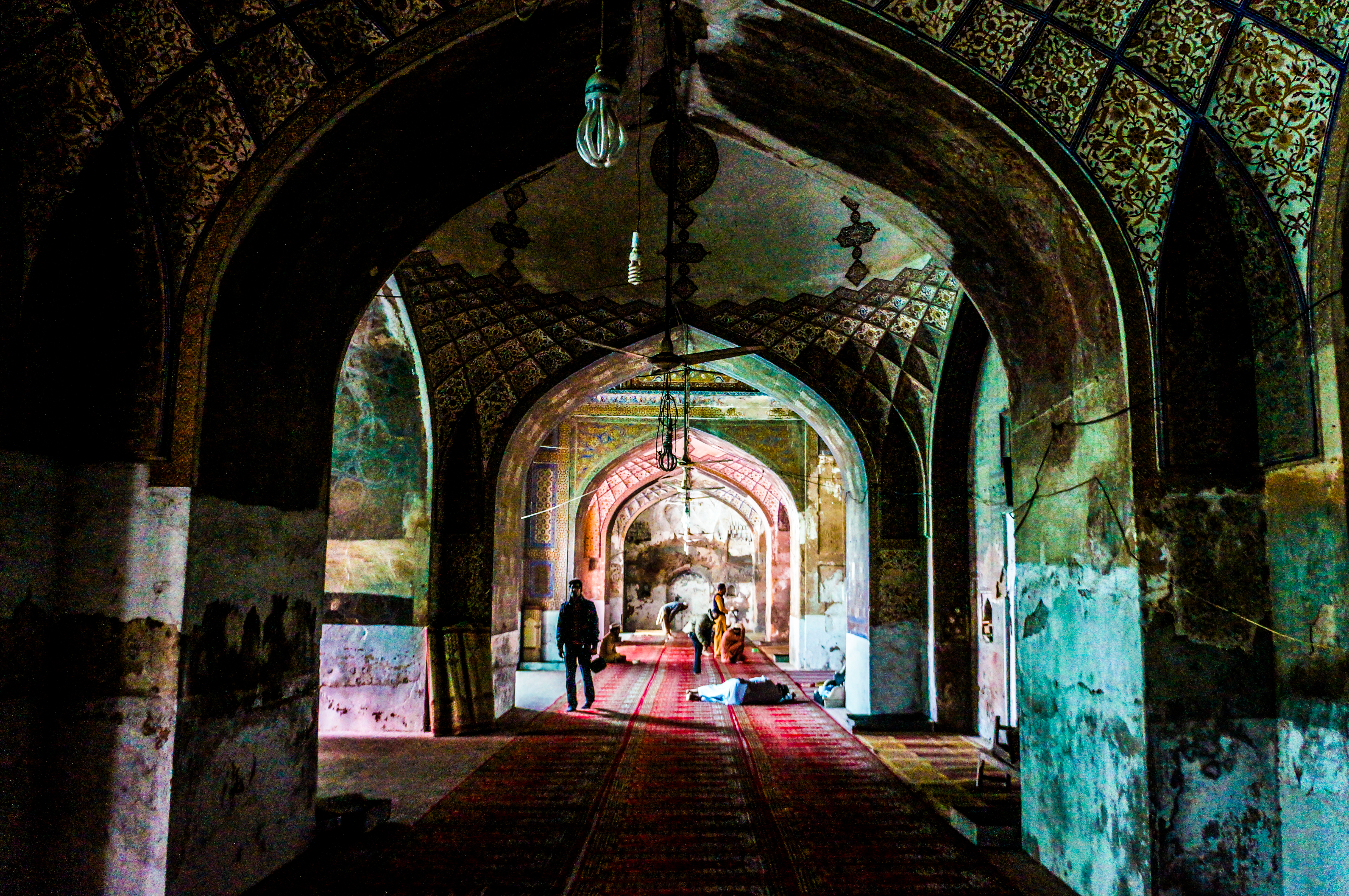
Interno della moschea

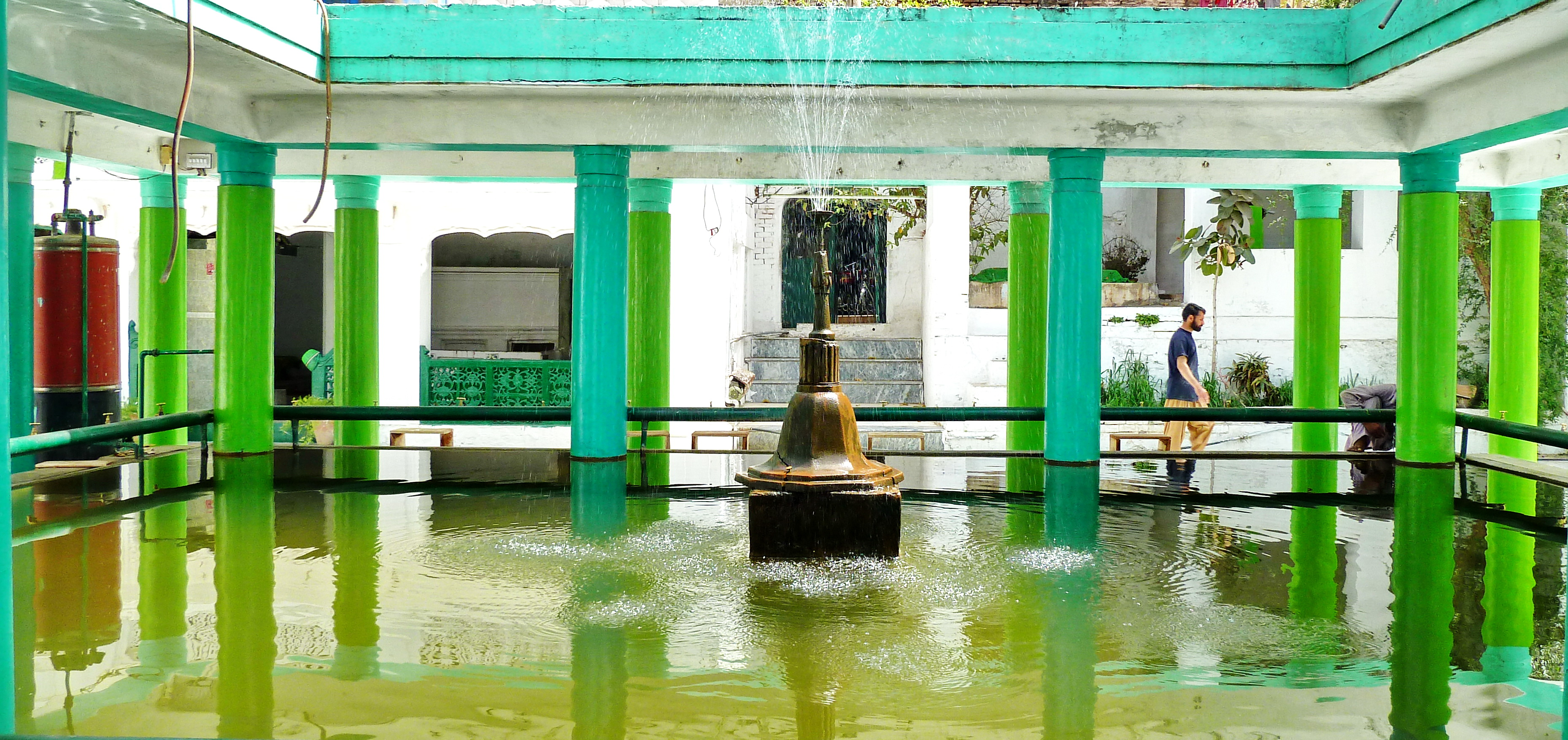
La zona delle abluzioni e la fontana centrale

La moschea di Mariyam Zamani Begum (Urdu:مریم زمانی بیگم کی مسجد) conosciuta anche come moschea Begum Shahi (Urdu:مسجد بیگم شاہی ) si trova all'interno della città fortificata di Lahore, nella provincia del Punjab, in Pakistan.
Venne costruita dall'imperatore Jahangir in onore di sua madre, Mariam-uz-Zamani, moglie dell'imperatore Mughal Akbar. La moschea si trova all'interno dell'antico cancello Masti, uno dei trenta presenti all'interno della città fortificata di Lahore. È una delle prime grandi moschee di Lahore.